# アゴラーダ

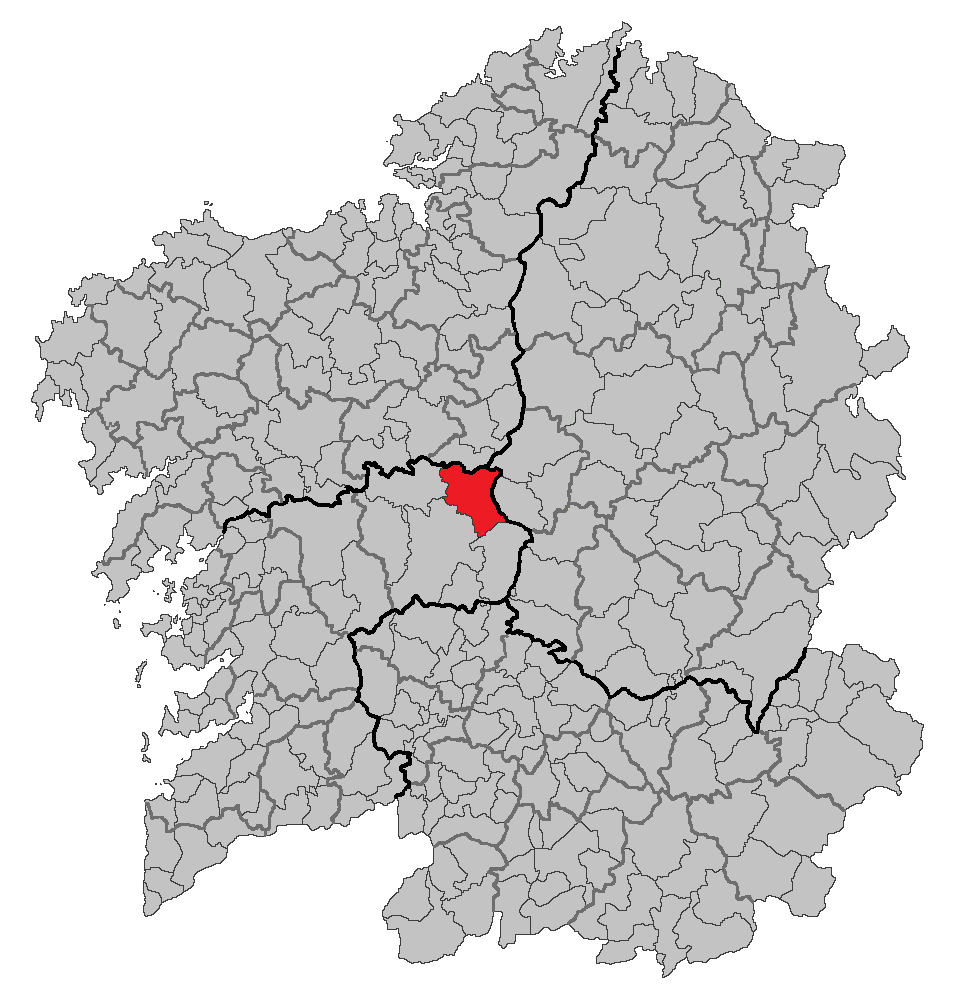
ガリシア州内の位置

アゴラーダ（Agolada）は、スペイン、ガリシア州、ポンテベドラ県の自治体、コマルカ・デ・デサに属する。ガリシア統計局によると、2012年の人口は2,803人（2011年：2,926人、2010年：2,995人、2009年：3,094人、2004年：3,678人、2003年：3,875人）。住民呼称はagolense。カスティーリャ語表記はGolada（ゴラーダ）。
ガリシア語話者の自治体住民に占める割合は98.95％（2001年）。

## 地理
アゴラーダはポンテベドラ県の北東部に位置し、コマルカ・ド・デサに属する。隣接する自治体は、西がビラ・デ・クルセスとラリン、南がロデイロ、東がアンタス・デ・ウジャとパラス・デ・レイ（両自治体ともルーゴ県）、北がサンティソ（ア・コルーニャ県）である。
アゴラーダはほぼガリシア州の中央、アルネゴ川とファレーロ山地とウジャ川の間に位置している。
ファレーロ山地の峰のひとつファレーロ山は標高952.6mで、自治体内で最も高い地点となっている。ウジャ川は自治体の北の境界となっており、最も重要な河川であり、ブロコス教区でアルネゴ川と合流し、その後ポルトデモウロス湖にそそいでいる。
気候は、冬期の寒さ、夏期の暑さともあまり厳しくない内陸性海洋気候で、年間平均降水量は1,290mmほどである。
アゴラーダはラリン司法管轄区に属す。

### 人口
住民は24の教区の139の地区（集落）に居住する。
| アゴラーダの人口推移 1900－2010                         |
|                                                         |
| 出典:INE（スペイン国立統計局）1900年 - 1991年、1996年 - |

## 歴史
自治体内には、モンテ・ダス・マモアスやテソウロ・デ・アゴラーダ（Tesouro de Agolada、アゴラーダの宝）と呼ばれる初期青銅器時代の宝飾品など、巨石文化時代の多くの遺物が発見されている。また、カストロも2か所発見されている（カストロ・デ・ブシェル、カストロ・デ・マルセリン）。
6世紀以降14世紀まで、アゴラーダはデサ伯爵の所領であった。その後、レモス伯爵の所領となった。

## 経済
アゴラーダの経済活動は、基本的に農業で、およそ60％の住民が農業に従事している。土地は肥沃で、個人の所有面積の平均はガリシア州の他の地域に比べ広い。その内訳は、くるみ、クリ、ジャガイモ、小麦のほかに、自家消費用としてトウモロコシ、野菜、ライ麦、ブドウなどが栽培されている。
ここ10年は、牛や豚などの畜産が増加している。また、製材所などの木材加工業もある

## 政治
自治体首長は、ガリシア国民党（PPdeG）のラミーロ・バレーラ・ペオン（Ramiro Varela Peón）、自治体評議員はガリシア国民党：7、ガリシア社会党（PSdeG-PSOE）：3、ガリシア民族主義ブロック（BNG）：1、となっている（2011年5月22日の自治体選挙結果、得票順）。
| 1999年6月13日自治体選挙 |        |        |          |
| 政党                    | 得票数 | 得票率 | 獲得議席 |
| PPdeG                   | 1,680  | 68.02% | 8        |
| BNG                     | 393    | 15.91% | 2        |
| DG                      | 211    | 8.54%  | 1        |
| PSdeG-PSOE              | 180    | 7.29%  | 0        |

| 2003年5月25日自治体選挙 |        |        |          |
| 政党                    | 得票数 | 得票率 | 獲得議席 |
| PPdeG                   | 1,402  | 55.59% | 7        |
| IDA                     | 622    | 24.66% | 3        |
| BNG                     | 361    | 14.31% | 1        |
| PSdeG-PSOE              | 126    | 5.00%  | 0        |

| 2007年5月27日自治体選挙 |        |        |          |
| 政党                    | 得票数 | 得票率 | 獲得議席 |
| PPdeG                   | 1,399  | 58.68% | 7        |
| PSdeG-PSOE              | 731    | 30.66% | 3        |
| BNG                     | 242    | 10.15% | 1        |

| 2011年5月22日自治体選挙 |        |        |          |
| 政党                    | 得票数 | 得票率 | 獲得議席 |
| PPdeG                   | 1,244  | 57.83% | 7        |
| PSdeG-PSOE              | 676    | 31.43% | 3        |
| BNG                     | 215    | 10.00% | 1        |

## 教区
アゴラーダは24の教区に分けられている。
- アグラ（サン・ミゲル）
- アルトーニョ（サンタージャ）
- ア・バイーニャ（サン・ペドロ）
- バサドレ（サンタ・マリーア）
- ベレード（サンタ・マリーア）
- ボラシェイロス（サン・クリストーボ）
- ブランテガ（サン・ロウレンソ）
- ブロコス（サン・ミゲル）
- カルモエーガ（サン・ペドロ）
- エイディアン（サンティアーゴ）
- エスペランテ（サン・シブラーオ）
- フェレイローア（サン・ペドロ）
- グルゲイロ（サン・ミゲル）
- メルリン（サン・ペドロ）
- オレア（サント・アンドレ）
- ラミル（サン・マルティーニョ）
- サン・パイオ・デ・バイス（サン・パイオ）
- サンタ・コンバ（サン・ショアン）
- セスト（サン・シブラーオ）
- オ・セーショ（サンティアーゴ）
- アス・トラバンカス（サン・マメーデ）
- バル・デ・サンゴルサ（サンタ・マリーア）
- ベントーサ（サン・シュリアン）
- ビラリーニョ（サンタ・マリーア）